# St. Bonifacius, Minnesota
St. Bonifacius, Minnesota (енгл. St. Bonifacius) град је у америчкој савезној држави Минесота.

## Демографија
По попису из 2010. године број становника је 2.283, што је 410 (21,9%) становника више него 2000. године.
| Група             | 2000.         | 2010.         |
| Белци             | 1.793 (95,7%) | 2.100 (92,0%) |
| Афроамериканци    | 3 (0,2%)      | 44 (1,9%)     |
| Азијати           | 17 (0,9%)     | 40 (1,8%)     |
| Хиспаноамериканци | 33 (1,8%)     | 74 (3,2%)     |
| Укупно            | 1.873         | 2.283         |